# Kamenkai járás
A Kamenkai járás (oroszul Каменский район) Oroszország egyik járása a Penzai területen. Székhelye Kamenka.

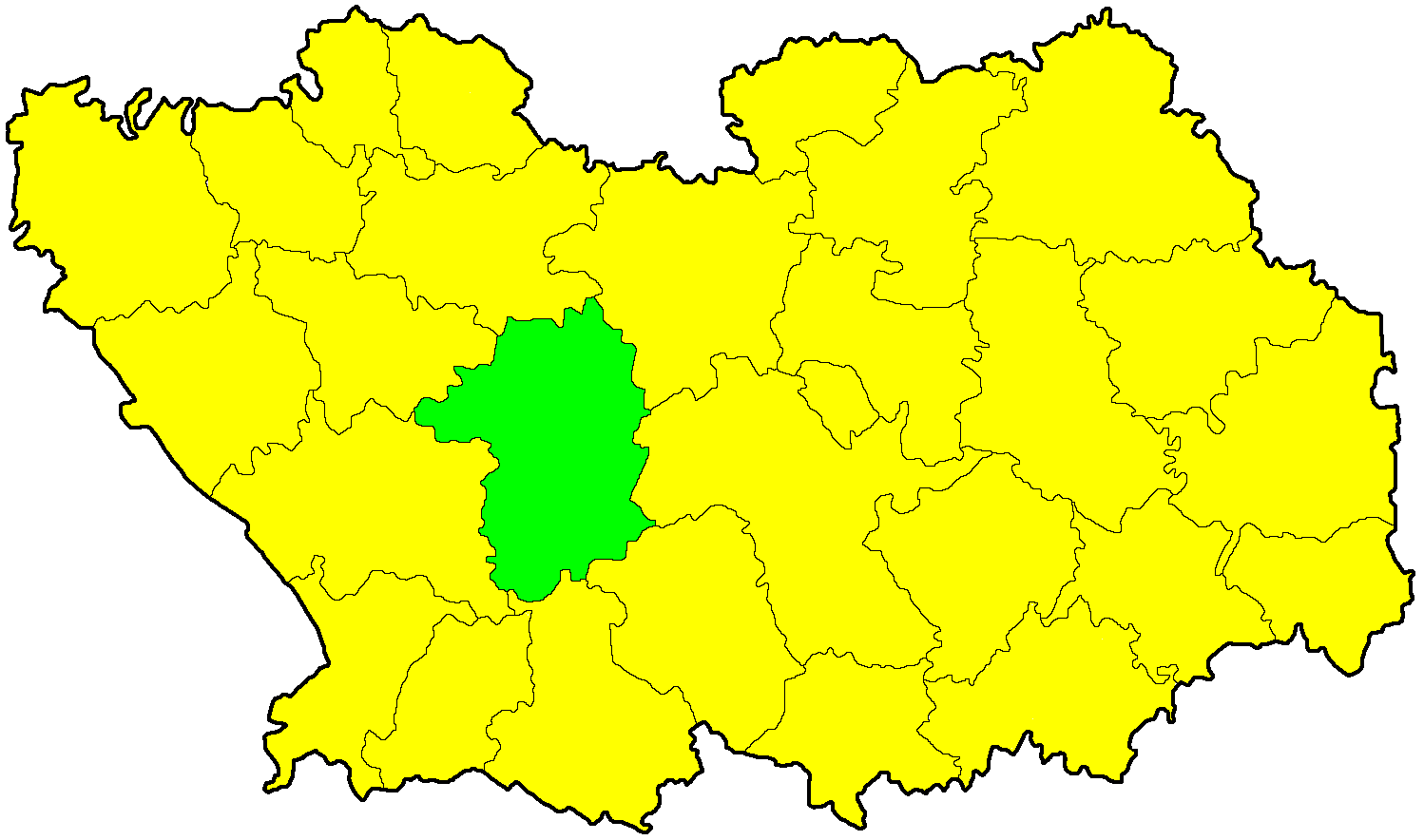
A Kamenkai járás a Penzai területen

## Népesség
- 1989-ben 27 235 lakosa volt.
- 2002-ben 24 275 lakosa volt, melynek 75,9%-a orosz, 22,6%-a tatár, 0,4%-a mordvin, 0,3%-a ukrán.
- 2010-ben 62 322 lakosa volt.